# Irineu Machado
Irineu de Melo Machado nome parlamentar Irineu Machado (Rio de Janeiro, 15 de dezembro de 1872 — Rio de Janeiro, 13 de novembro de 1942) foi um professor, advogado e político brasileiro.
Filho de Antônio José Machado e de Alzira Cristina de Melo. Bacharelou-se pela Faculdade de Direito do Recife em 1892. 
Foi senador pelo Distrito Federal por dois mandatos, de 1917 a 1924 e de 1927 a 1930, além de deputado federal de 1897 a 1916.